# Xanthocnemis sobrina
Xanthocnemis sobrina е вид водно конче от семейство Coenagrionidae.

## Разпространение
Видът е разпространен в Нова Зеландия (Северен остров).